# Commission spéciale chargée de vérifier et d'apurer les comptes
Histoire
Cadre
Bureau
La commission spéciale chargée de vérifier et d'apurer les comptes est une commission permanente non législative de l'Assemblée nationale française.

## Compétences
Sa compétence est définie dans l'article 16 du règlement de l’Assemblée nationale.
Chaque année, elle est chargée d'examiner les comptes du dernier exercice clos. Après audition de la cour des comptes et des questeurs, la commission spéciale approuve les comptes pour l'exercice écoulé.